# Arrêt Logistep
L'arrêt Logistep est un arrêt du Tribunal fédéral suisse (TF) rendu le 8 septembre 2010. Il consacre l'interdiction de collecter des adresses IP sur les réseaux peer-to-peer, cette collecte violant la protection des données.
En conséquence, l'identification des internautes partageant du contenu via le protocole bittorrent devient impossible,,,,,,,. Dix ans plus tard, en 2020, l'Assemblée fédérale modifie la loi sur le droit d'auteur en permettant la récolte d'adresse IP sur les réseaux.

### Arrêts du TF
- (de) ATF 136 II 508  (« Logistep »)  du 8 septembre 2010 [lire en ligne]
- (de) Arrêt du TF, 1C_285/2009  (« Logistep »)  du 8 septembre 2010 [lire en ligne]